# 比斯特雷山
65°3′S 62°3′W / 65.050°S 62.050°W
比斯特雷山（英語：Mount Bistre）是南極洲的山峰，位於葛拉漢地東部，處於伊文斯冰川北面，在1947年由英國的探險隊測量，現時由南極條約體系管理。